# ادوارد برگر
ادوارد برگر (انگلیسی: Edward Berger؛ زادهٔ ۱۹۷۰) فیلم‌ساز سوئیسی-اتریشی است. او بیشتر به خاطر کارهایش در آلمان، جایی که متولد و بزرگ شده، شناخته می‌شود. از جمله فیلم‌های آلمانی او می‌توان به جک (۲۰۱۴)، همه عشق من (۲۰۱۹) و در جبهه غرب خبری نیست (۲۰۲۲) اشاره کرد. همچنین او نخستین فیلم انگلیسی‌زبان خود، مجمع کاردینال‌ها (۲۰۲۴)، را کارگردانی کرده است. برگر همچنین چندین سریال تلویزیونی از جمله آلمان ۸۳ (۲۰۱۵) و پاتریک ملروز (۲۰۱۸) را کارگردانی کرده است.
برای فیلم در جبهه غرب خبری نیست، برگر جایزه اسکار بهترین فیلم بین‌المللی را دریافت کرد، این فیلم همچنین نامزد اسکار بهترین فیلم‌نامه اقتباسی شد و سه جایزه بفتا را نیز به دست آورد. برای مجمع کاردینال‌ها نیز برگر جوایز متعددی دریافت کرد، از جمله اولین نامزدی‌اش برای جایزه گلدن گلوب بهترین کارگردانی و جایزه بفتا برای فیلم برجسته بریتانیایی.

## زندگی شخصی
برگر با بازیگر آلمانی نِله مولر-اشتوفن ازدواج کرده است. مولر-اشتوفن، زادهٔ ۱۹۶۷ در برلین، در تئاتر و سینما بازی کرده و همچنین فیلمنامه‌نویس است. او در چندین فیلم برگر بازی کرده و در نوشتن فیلمنامه فیلم جک نیز با او همکاری داشته است.

## فیلم‌شناسی

### فیلم
| سال  | عنوان                 | کارگردان | فیلم‌نامه‌نویس | تهیه‌کننده | توضیحات |
| ---- | --------------------- | -------- | ------------ | --------- | ------- |
| ۲۰۱۴ | جک                    | آری      | آری          | نه        |         |
| ۲۰۱۹ | همه عشق من            | آری      | آری          | نه        |         |
| ۲۰۲۲ | در جبهه غرب خبری نیست | آری      | آری          | آری       |         |
| ۲۰۲۴ | مجمع کاردینال‌ها       | آری      | نه           | نه        |         |
| ۲۰۲۵ | تصنیف بازیکن کوچک     | آری      | نه           | آری       |         |

### تلویزیون
- 2001, 2002: Schimanski (2 قسمت)
- 2004: Bloch (قسمت"Schwestern")
- 2005, 2006: Unter Verdacht (نویسنده ۲ قسمت، کارگردان ۱ قسمت)
- ۲۰۰۶: صحنه جرم (قسمت "Das letzte Rennen [de]")
- 2008: KDD – Kriminaldauerdienst (کارگردان ۳ قسمت)
- ۲۰۱۰: تماس با پلیس ۱۱۰ (نویسنده و کارگردان قسمت "Aquarius")
- 2013: Tatort (قسمت "Wer das Schweigen bricht [de]")
- ۲۰۱۵: آلمان ۸۳
- ۲۰۱۸: ترس (قسمت‌های ۱, ۲, ۴)
- ۲۰۱۸: پاتریک ملروز
- ۲۰۲۰: عالیجناب